# Aiete

Localització d'Aiete

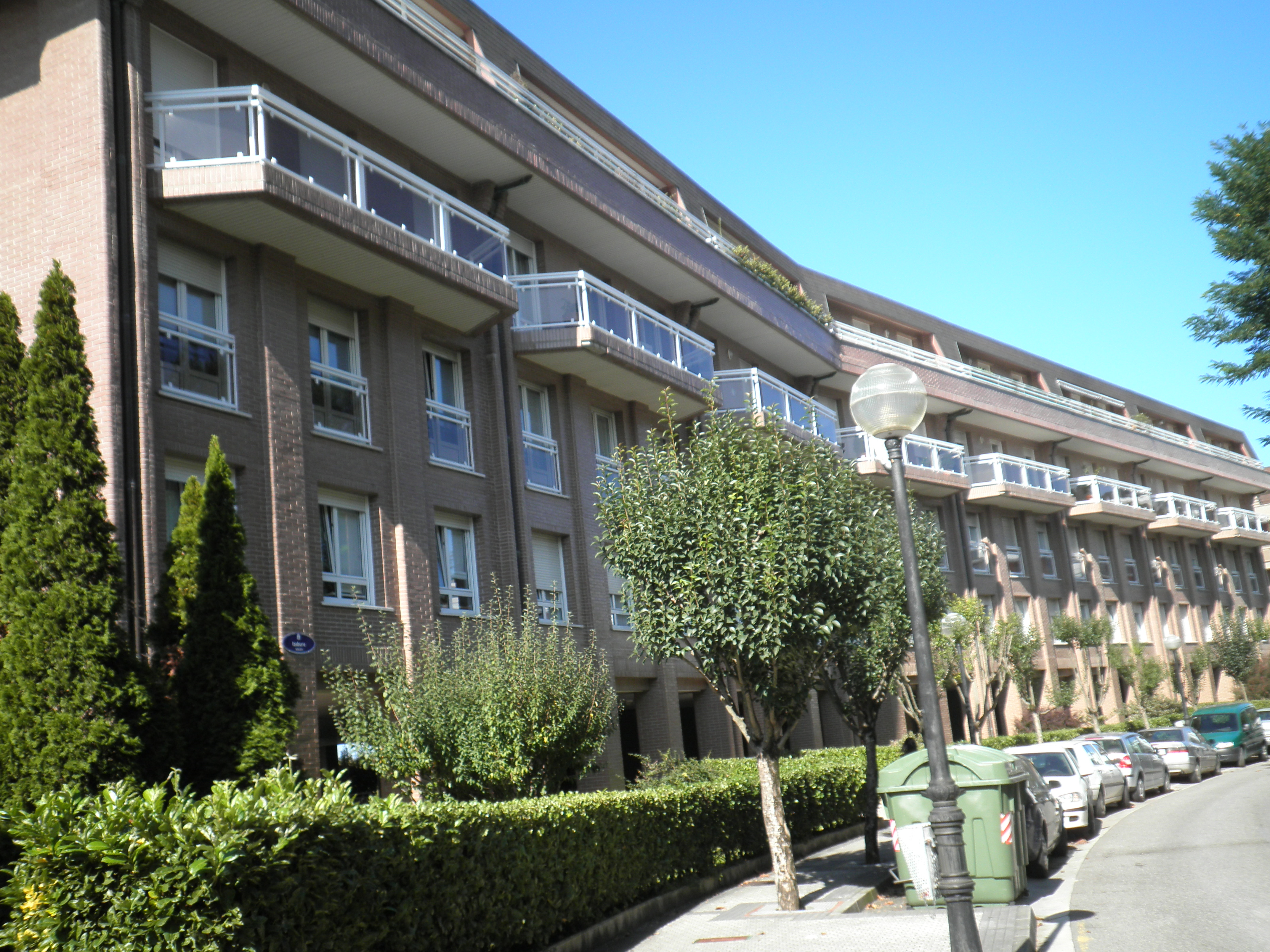
Carrer Izaburu

Aiete (en castellà Ayete) és un dels 17 barris de Sant Sebastià. Té una població de 15.662 habitants. Està situat en l'antiga carretera cap a Hernani i limita al nord amb Mirakontxa (Erdialdea), a l'est amb Amara i Amara Berri i a l'oest amb Ibaeta, Añorga i Antigua.

## Descripció
En un barri que es caracteritza pel predomini de l'habitatge residencial i per la dispersió de la població al tractar-se d'un barri extens. Hi ha zones diferenciades sense gran connexió entre elles: el centre, Etxadi, Berabere, Oriamendi, Miramón, Puio, Meloni, Alto de Errondo, etc.
En els darrers anys la construcció de noves carreteres i llars han canviat l'aspecte del barri. Entre les principals construccions del barri destaca el Palau d'Aiete.